# Associazione Calcio Napoli 1946-1947
Questa voce raccoglie le informazioni riguardanti l'Associazione Calcio Napoli nelle competizioni ufficiali della stagione 1946-1947.

## Risultati della stagione
- Campionato Serie A: 8º posto

## Divise
| Prima divisa | Prima divisa | Divisa portiere |

## Organigramma societario
Area direttiva
- Presidente: Pasquale Russo

Area tecnica
- Allenatore: Raffaele Sansone
- Massaggiatore: Beato

## Rosa
| N. |                    | Ruolo | Calciatore                    |
| -- | ------------------ | ----- | ----------------------------- |
| 1  | Italia (bandiera)  | P     | Arnaldo Sentimenti (capitano) |
| 12 | Italia (bandiera)  | P     | Sergio Chellini               |
|    | Italia (bandiera)  | D     | Bruno Berra                   |
|    | Italia (bandiera)  | D     | Ferdinando Pastore            |
|    | Italia (bandiera)  | D     | Mario Pretto                  |
|    | Italia (bandiera)  | D     | Italo Romagnoli               |
|    | Italia (bandiera)  | D     | Mario Rosi                    |
|    | Uruguay (bandiera) | C     | Michele Andreolo              |
|    | Italia (bandiera)  | C     | Umberto Busani                |

| N. |                   | Ruolo | Calciatore           |
| -- | ----------------- | ----- | -------------------- |
|    | Italia (bandiera) | C     | Egidio Di Costanzo   |
|    | Italia (bandiera) | C     | Luigi Ganelli        |
|    | Italia (bandiera) | C     | Ottavio Morgia       |
|    | Italia (bandiera) | C     | Andrea Nespolo       |
|    | Italia (bandiera) | C     | Jone Spartano        |
|    | Italia (bandiera) | C     | Andrea Verrina       |
|    | Italia (bandiera) | A     | Carlo Barbieri       |
|    | Italia (bandiera) | A     | Dante Di Benedetti   |
|    | Italia (bandiera) | A     | Ferruccio Santamaria |

## Risultati

### Campionato

#### Girone di andata
| Arbitro: | Gemini (Roma) |

|                                             |           |  |
| Busani 2’ Di Benedetti 55’, 90’ Verrina 81’ | Marcatori |  |

| Arbitro: | Agnolin (Bassano del Grappa) |

|                  |           |             |
| Bertoni 56’, 82’ | Marcatori | 19’ Verrina |

| Arbitro: | Cambi (Livorno) |

|                                                                       |           |              |
| Romani 19’ Cassani 50’, 63’ Berra 55’ (aut.) Del Medico 73’ Zecca 77’ | Marcatori | 27’ Barbieri |

| Arbitro: | Massironi (Milano) |

|                                    |           |                  |
| Busani 15’ (rig.) Di Benedetti 52’ | Marcatori | 84’ (aut.) Berra |

| Arbitro: | Vannini (Bologna) |

|                   |           |                        |
| Barbieri 23’, 56’ | Marcatori | 8’ Quaresima 31’ Conti |

| Arbitro: | Matucci (Seregno) |

|           |           |  |
| Piola 78’ | Marcatori |  |

| Arbitro: | Fornari (Bologna) |

|                                |           |  |
| Antonini 25’ (aut.) Morgia 72’ | Marcatori |  |

| Arbitro: | Pizziolo (Firenze) |

|            |           |            |
| Busani 34’ | Marcatori | 40’ Ottimo |

| Arbitro: | Scotti (Taranto) |

|                               |           |             |
| Romagnoli 38’, 81’ Busani 48’ | Marcatori | 15’ Cergoli |

| Arbitro: | Zelocchi (Modena) |

|                           |           |               |
| De Andreis 57’ Koenig 68’ | Marcatori | 27’ Romagnoli |

| Arbitro: | Vannini (Bologna) |

|             |           |  |
| Carlini 85’ | Marcatori |  |

| Arbitro: | Gemini (Roma) |

|                         |           |                  |
| Andreolo 63’ Busani 73’ | Marcatori | 12’, 84’ Gabetto |

| Arbitro: | Dattilo (Roma) |

|                               |           |  |
| Barbieri 12’ Di Benedetti 37’ | Marcatori |  |

| Arbitro: | Vannini (Bologna) |

|                    |           |                                 |
| Bovio 41’ Muci 54’ | Marcatori | 3’, 80’ Busani 44’ Di Benedetti |

| Firenze 5 gennaio 1947 15ª giornata | Fiorentina | 1 – 0 referto | Napoli |  |

| Napoli 12 gennaio 1947 16ª giornata | Napoli | 2 – 1 referto | Genoa |  |

| Roma 19 gennaio 1947 17ª giornata | Roma | 0 – 0 referto | Napoli |  |

| Genova 26 gennaio 1947 18ª giornata | Sampdoria | 0 – 1 referto | Napoli |  |

| Napoli 2 febbraio 1947 19ª giornata | Napoli | 0 – 0 referto | Milan |  |

#### Girone di ritorno
| Livorno 16 febbraio 1947 20ª giornata | Livorno | 2 – 2 referto | Napoli |  |

| Napoli 23 febbraio 1947 21ª giornata | Napoli | 2 – 1 referto | Brescia |  |

| Napoli 2 marzo 1947 22ª giornata | Napoli | 1 – 0 referto | Modena |  |

| Alessandria 9 marzo 1947 23ª giornata | Alessandria | 5 – 0 referto | Napoli |  |

| Vicenza 16 marzo 1947 24ª giornata | Vicenza | 4 – 1 referto | Napoli |  |

| Napoli 23 marzo 1947 25ª giornata | Napoli | 3 – 3 referto | Juventus |  |

| Trieste 30 marzo 1947 26ª giornata | Triestina | 3 – 0 referto | Napoli |  |

| Venezia 6 aprile 1947 27ª giornata | Venezia | 0 – 1 referto | Napoli |  |

| Bergamo 13 aprile 1947 28ª giornata | Atalanta | 2 – 1 referto | Napoli |  |

| Napoli 20 aprile 1947 29ª giornata | Napoli | 0 – 0 referto | Lazio |  |

| Napoli 4 maggio 1947 30ª giornata | Napoli | 5 – 1 referto | Bari |  |

| Torino 18 maggio 1947 31ª giornata | Torino | 2 – 1 referto | Napoli |  |

| Bologna 25 maggio 1947 32ª giornata | Bologna | 3 – 0 referto | Napoli |  |

| Napoli 1º giugno 1947 33ª giornata | Napoli | 1 – 0 referto | Inter |  |

| Napoli 8 giugno 1947 34ª giornata | Napoli | 1 – 1 referto | Fiorentina |  |

| Genova 15 giugno 1947 35ª giornata | Genoa | 2 – 1 referto | Napoli |  |

| Napoli 22 giugno 1947 36ª giornata | Napoli | 0 – 3 referto | Roma |  |

| Napoli 29 giugno 1947 37ª giornata | Napoli | 1 – 0 referto | Sampdoria |  |

| Milano 6 agosto 1947 38ª giornata | Milan | 4 – 2 referto | Napoli |  |

## Statistiche

### Statistiche di squadra
| Competizione | Punti | In casa | In casa | In casa | In casa | In casa | In casa | In trasferta | In trasferta | In trasferta | In trasferta | In trasferta | In trasferta | Totale | Totale | Totale | Totale | Totale | Totale | DR |
| Competizione | Punti | G       | V       | N       | P       | Gf      | Gs      | G            | V            | N            | P            | Gf           | Gs           | G      | V      | N      | P      | Gf     | Gs     | DR |
| ------------ | ----- | ------- | ------- | ------- | ------- | ------- | ------- | ------------ | ------------ | ------------ | ------------ | ------------ | ------------ | ------ | ------ | ------ | ------ | ------ | ------ | -- |
| Serie A      | 37    | 19      | 11      | 7       | 1       | 34      | 17      | 19           | 3            | 2            | 16           | 42           | 43           | 38     | 14     | 9      | 15     | 50     | 59     | -9 |

### Statistiche dei giocatori
| Giocatore          | Serie A  | Serie A |
| Giocatore          | Presenze | Reti    |
| ------------------ | -------- | ------- |
| M. Andreolo        | 33       | 4       |
| C. Barbieri        | 27       | 8       |
| B. Berra           | 34       | 0       |
| U. Busani          | 38       | 12      |
| S. Chellini        | 16       | -26     |
| D. Di Benedetti    | 23       | 7       |
| E. Di Costanzo     | 34       | 1       |
| L. Ganelli         | 21       | 0       |
| O. Morgia          | 6        | 1       |
| A. Nespolo         | 2        | 0       |
| F. Pastore         | 25       | 0       |
| M. Pretto          | 31       | 0       |
| I. Romagnoli (II)  | 15       | 3       |
| M. Rosi            | 38       | 1       |
| F. Santamaria      | 16       | 7       |
| A. Sentimenti (II) | 22       | -33     |
| I. Spartano        | 3        | 0       |
| A. Verrina         | 34       | 5       |